# Michel Micombero
Michel Micombero (1940. – 16. srpnja 1983.), prvi predsjednik Burundija.
Nakon proglašenja neovisnosti Burundi je pogodila anarhija, uslijedili su sukobi Hutua i Tutsija. U državnom udaru svrgnut je posljednji kralj, a na scenu je stupio Micombero, mladi Tutsi s činom satnika. Došao je do mjesta ministra obrane, a kasnije i do položaja predsjednika. Uveo je afrički socijalizam. Godine 1972. pobijeno je oko 150.000 Hutua. 
Svrgnut je u puču 1976., pobjegao je u igznanstvo u Somaliju, gdje je umro od srčanog udara u 43. godini života.